# Vipers de Détroit
Les Vipers de Détroit sont une franchise de hockey sur glace d'Amérique du Nord. Basée à Détroit dans le Michigan, l'équipe a fait ses débuts en 1994 dans la Ligue internationale de hockey et jouait ses matchs à domicile dans la patinoire The Palace of Auburn Hills. En 1997, l'équipe remporte la Coupe Turner, en tant que champion des séries éliminatoires.

## Historique

### Les débuts
La franchise s'installe à Détroit en 1994 en tant que continuité des Golden Eagles de Salt Lake sous l'impulsion du propriétaire des Pistons de Détroit, Palace Sports and Entertainment. Un partenariat avec Chrysler Corporation fabricant la Dodge Viper va donner son nom à l'équipe.
L'équipe engage alors Rick Dudley, ancien entraîneur des Sabres de Buffalo de la Ligue nationale de hockey en tant qu'entraîneur. Menés par Daniel Shank auteur de 44 buts, record pour la franchise, le début de la saison se joue devant un grand nombre de spectateurs, la LNH connaissant une grève qui annule la moitié de la saison. Même si les Vipers sont éliminés dès le premier tour des séries, ils finissent tout de même à la première place de leur division. Lors de la saison suivante, Peter Bondra joue une demi-douzaine de matchs avec l'équipe mais Dudley quitte l'équipe pour rejoindre le poste de directeur général des Sénateurs d'Ottawa de la LNH. Steve Ludzik le remplace pour la fin de la saison qui se termine lors du second tour des séries.

### La Coupe Turner
La saison suivante voit l'arrivée de la vedette russe, Sergeï Samsonov ainsi que de Stan Drulia. Alors que le second va marquer les esprits en finissant meilleur pointeur de l'équipe, le premier remporte le trophée du meilleur joueur de la ligue dans sa première saison, le trophée Garry-F.-Longman. Les Vipers battent en finale de la Coupe Turner les Ice Dogs de Long Beach en six matchs. Lors de saison 1997-98, les Vipers ne peuvent plus compter sur Samsonov choisi par les Bruins de Boston lors du repêchage d'entrée dans la Ligue nationale de hockey mais la relève est assurée par Dan Kesa. Les Vipers gagnent pour la troisième fois en quatre saisons le titre de division mais ils échouent en finale contre les Wolves de Chicago. Cette saison voit également le retour de Gordie Howe pour un match et une seule présence de jeu, âgé de près de 70 ans, faisant de lui le seul joueur de l'histoire du hockey à avoir joué pendant six décennies au hockey.

### Le déclin
La saison 1998-99 voit encore une fois les Vipers dépasser les 100 points sur la saison et gagner le titre de division mais ils sont défaits lors de la finale de la conférence de l'Est par les Solar Bears d'Orlando en sept matchs. Lors de l'intersaison qui suit, Palace Sports and Entertainment achète le Lightning de Tampa Bay et affilie les Vipers à l'équipe de LNH. La première passerelle entre les deux équipes voit le départ de Ludzik pour rejoindre le banc du Lightning et Paulin Bordeleau prend sa place.
Les difficultés du Lightning font que de nombreux joueurs talentueux des Vipers rejoignent la LNH et l'équipe de LIH perd donc ses meilleurs éléments et finit à la dernière place de la division. La saison 2000-01 n'est pas meilleure pour les Vipers et à l'issue de cette saison, la LIH arrêtant ses fonctions, les Vipers font de même.

## Entraîneurs
L'équipe aura eu quatre entraîneurs au cours de son existence : Rick Dudley pour les deux premières saisons, Steve Ludzik pour les trois suivantes et pour la Coupe Turner, Paulin Bordeleau pour une saison et Brad Shaw pour la dernière saison.

## Statistiques
| Saison    | PJ | V  | D  | N  | % V  | BP  | BC  | Pts | Classement             | Séries éliminatoires                                                               |
| --------- | -- | -- | -- | -- | ---- | --- | --- | --- | ---------------------- | ---------------------------------------------------------------------------------- |
| 1994-1995 | 81 | 48 | 27 | 6  | 63   | 311 | 273 | 102 | 1er division nord      | 2-3 Blades de Kansas City                                                          |
| 1995-1996 | 82 | 48 | 28 | 6  | 62,2 | 310 | 274 | 102 | 2e division centre     | Second tour                                                                        |
| 1996-1997 | 82 | 57 | 17 | 8  | 74,4 | 280 | 188 | 122 | 1er division nord      | 4-2 Ice Dogs de Long Beach Vainqueur de la Coupe Turner.                           |
| 1997-1998 | 82 | 47 | 20 | 15 | 66,5 | 267 | 232 | 109 | 1er division nord est  | 3-4 Wolves de Chicago                                                              |
| 1998-1999 | 82 | 50 | 21 | 11 | 67,7 | 259 | 195 | 111 | 1er division nord est  | Premier tour : qualifiés d'office 3-1 Ice d'Indianapolis 3-4 Solar Bears d'Orlando |
| 1999-2000 | 82 | 22 | 52 | 8  | 31,7 | 163 | 277 | 52  | Dernier conférence Est | Non qualifiés                                                                      |
| 2000-2001 | 82 | 23 | 53 | 6  | 31,7 | 184 | 311 | 52  | Dernier conférence Est | Non qualifiés                                                                      |